# Premier von Nevis
Der Premier of Nevis ist der Regierungschef der Nevis Island Administration, einer autonomen Regierung innerhalb der Federation of Saint Kitts and Nevis.

## Liste der Premiers of Nevis (1983–)
| No. | Bild | Name                      | Amtszeit           | Amtszeit          | Politische Zugehörigkeit | Politische Zugehörigkeit     |
| No. | Bild | Name                      | Amtsantritt        | Amtszeitende      | Politische Zugehörigkeit | Politische Zugehörigkeit     |
| --- | ---- | ------------------------- | ------------------ | ----------------- | ------------------------ | ---------------------------- |
| 1   |      | Simeon Daniel (1934–2012) | 19. September 1983 | 2. Juni 1992      |                          | Nevis Reformation Party      |
| 2   |      | Vance Amory (1949–2022)   | 2. Juni 1992       | 11. Juli 2006     |                          | Concerned Citizens’ Movement |
| 3   |      | Joseph Parry              | 11. Juli 2006      | 23. Januar 2013   |                          | Nevis Reformation Party      |
| 4   |      | Vance Amory               | 23. Januar 2013    | 18. Dezember 2017 |                          | Concerned Citizens’ Movement |
| 5   |      | Mark Brantley (1969–)     | 18. Dezember 2017  |                   |                          | Concerned Citizens’ Movement |